# Austrolimnophila arborea
Austrolimnophila arborea är en tvåvingeart som beskrevs av Evgenyi Nikolayevich Savchenko 1978. Austrolimnophila arborea ingår i släktet Austrolimnophila och familjen småharkrankar. Inga underarter finns listade i Catalogue of Life.